# Proserpine
Proserpine – miasto w Australii, w stanie Queensland.